# Loszang Gyaco
Ngavang Loszang Gyaco (tibeti: ངག་དབང་བློ་བཟང་རྒྱ་མཚོ་, wylie: ngag-dbang blo-bzang rgya-mtsho) vagy Lobsang Gyaco (1617. október 21. – 1682. április 2.), az 5. dalai láma, Tibet egyik kulcsfontosságú vallási és világi vezetője. Sikeresen egyesítette Tibetet egy hosszan elnyúló polgárháborús időszakban. Független államfőként diplomáciai kapcsolatot létesített Kínával és más környező országgal és találkozott Európából érkező felfedezőkkel is. Loszang Gyaco – aki 24 kötetnyi tudományos és buddhista témájú művet írt különböző témákban – az első dalai láma volt, aki Tibet egésze fölött tényleges spirituális és világi hatalmat tudott gyakorolni. Emiatt gyakran úgy is nevezik, hogy „a Nagy ötödik”.

## Élete

### Származása és gyermekkora
A dalai lámák világi uralkodásának megértéséhez érdemes megnézni közvetlenül az 5. dalai láma megszületése előtti viszonyokat. A Conggye-völgyben született Ü régióban, a Jarlung Cangpo-folyótól délre, mintegy kétnapi járásra délkeletre a fővárostól, Lhászától a Zahor nemesi család sarjaként, amely hagyományosan a nyingma és a kagyü iskolákkal állt szoros kapcsolatban. Az arisztokrata család székhelye a 14. század óta a Lhászától délre fekvő Takce kastély volt, amely a tibeti királyok legendás erődítményeként szolgált a korai birodalom idején, még mielőtt Szongcen Gampo (604-650) áttette volna a székhelyét Lhászába. Az 5. dalai láma édesapja Dudul Rabten, a Csonggye-völgy helyi uralkodója volt, édesanyja neve Tricsam vagy Kunga Lhanzi. 1617-es születésekor, a Dzsonang iskola legnevesebb tudósa, Taranatha (a.k.a. Tagten tulku vagy Kunga Nyingpo), a Kün-ga Migyur Tobgyal Vanggi Gyalpo nevet adta a gyermeknek. A családban Künga Migyur-nak nevezték.

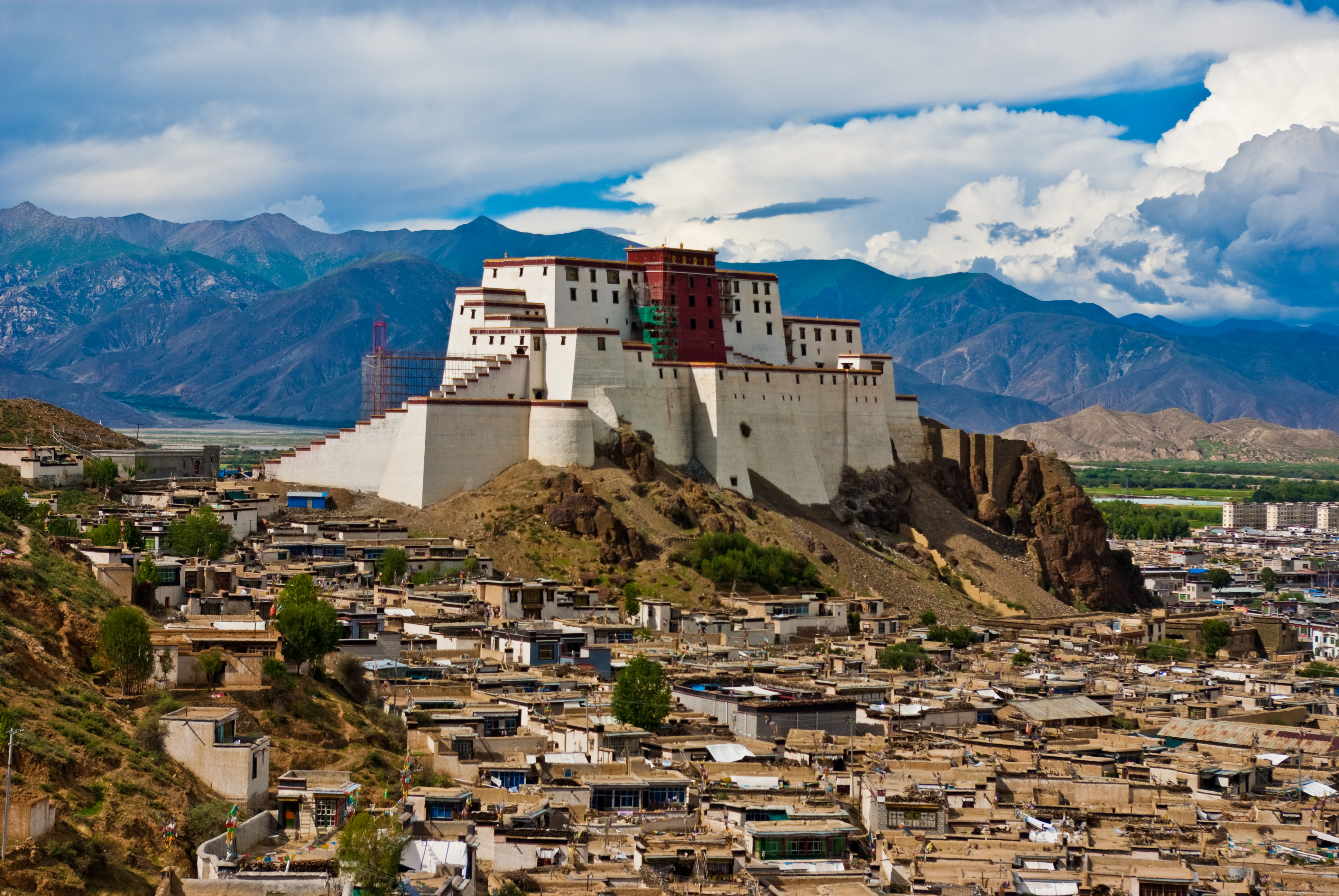
Sigace, 2009.

Édesapját 1618-ban letartóztatták egy összeesküvésben való részvételért, amelyben megkísérelték Karma Phuncok Namgyal, a Cangpa dinasztia vezetőjét félreállítani. Karma Phuncok nagyapját, Zhingsak Ceten Dordzsét (vagy Karma Ceten) Cang kormányzojává jelölte 1548-ban a Rinpung rezsim miniszterelnöke, Ngavang Namgyal. Karma Ceten fellázadt Ngavang Namgyal örökösei ellen 1557-ben, és 1565-re sikeresen leverte a rinpungokat és megalapította a Cang dinasztiát, amelynek ő lett a legelső királya. Ceten Dordzse rezidenciája a Sigace lett, amely a gelug iskola Tasilhunpo kolostora közelében volt, és kilenc fiával együtt sikeresen kiterjesztette hatalmát Tibet két középső tartományára, Ü-re és Cang-ra.
Ceten Dorzse király világi kormányát és a leszármazottait támogatták a szakja, a dzsonang és a kagyü iskolák, viszont a szomszédos gelug Tasilhunpo kolostorral kissé feszült volt, ám szívélyes a viszony. Altan mongol nagykán meghívta a Drepung kolostor apátját, a 3. dalai lámát (Szönam Gyaco) Mongóliába, amelyet az egyházi vezető 1577-ben el is fogadott, és a nagykánnál tett látogatása során át is tértek az uralkodó és alattvalói a buddhizmusra. Ekkor kapta a tibeti a „dalai” elnevezést, és innen az újjászületési vonal elnevezés is. A 3. dalai láma elődei ekkor kapták az 1. és a 2. dalai láma elnevezést. A Szamdrupce kormány ezt a folyamatot a gelug iskola és egy külföldi hatalom valláspolitikai szövetségeként értelmezte. A 3. dalai láma halála után a gelug iskola egy mongol herceg személyében találta meg a 4. dalai lámát, Jonten Gyacót (1589-1617), aki a Drepung kolostor apáti címét kapta meg. Ez fokozta a gelugoknál a mongol befolyást és lehetővé tette a mongolok számára, hogy beleavatkozzanak bizonyos tibeti belügyekbe. Ennek következtében Ceten Dordzse király gyanakvása megnőtt a gelug ambíciókkal szemben, és amikor 1616-ban a 4. dalai láma 28 éves korában fiatalon elhunyt, megtiltotta, hogy a gelug szerzetesek egy új inkarnáció után kutassanak.
Dudul Rabten letartóztatása egybeesett azzal, hogy gelug lámák titokban végzett kutatásuk során csecsemőkorú fiában ismerték fel az új dalai lámát. Eközben a Tasilhunpo kolostor apátja Loszang Csökji Gyalcen diplomáciai úton igyekezett meggyőzni Karma Phuncok Namgyal királyt, hogy törölje el a dalai láma keresésének a tilalmát. Dudul Rabtennek egyszer sikerült ugyan megszöknie a fogságból, azonban rövidesen elfogták, és 1626-ban Szamdrupce térségben vesztette életét rabságban, a Karma Phuncok Namgyal kastélyában. A fiát többé nem sikerült meglátnia. A fiatal 5. dalai láma családját Karma Phuncok Namgyal berendelte a királyi udvarba, azonban az édesanyja a királytól való félelmében visszatért inkább a családi otthonukba, a Narkace kastélyba.
A gyermek Künga Migyur nevét egy titkos sorsolás során kapta a Reting kolostorban, amely eseményen három jelölt gyermek közül választották ki őt az igazi 5. dalai lámának. Az eseményen részt vett a 4. dalai láma legfőbb kísérője, Szönam Csöphel (1595-1657) is, aki végül az új dalai lámát felismerte. Közben legalább két másik tibeti buddhista iskola is saját 1616-ban elhunyt lámájuk reinkarnációját ismerte fel Künga Migyurban, amit azonban Künga Migyur szülei állítólag elutasítottak.

### Egyházi élete

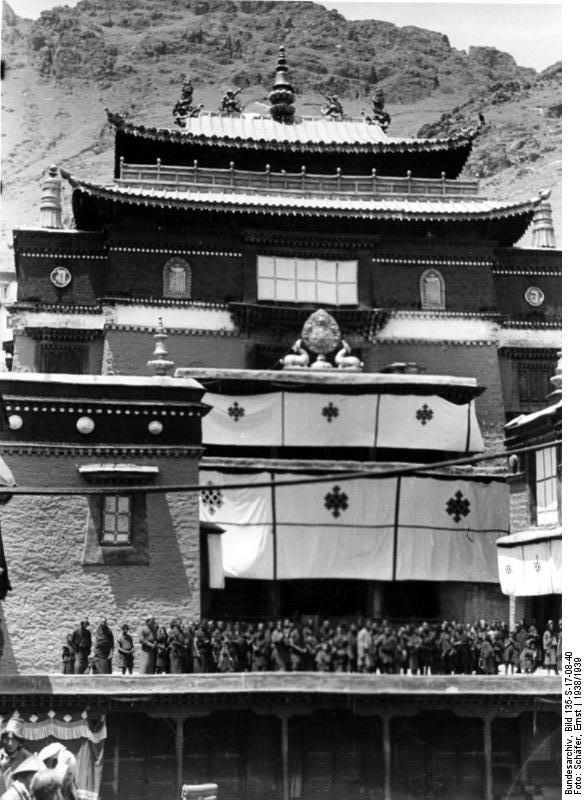
A Tasilhunpo kolostor egy 1938-ban vezetett tibeti expedíció során – Ernst Schäfer fotós képe.

Künga Migyur a Loszang Gyaco nevet a legelső felismert pancsen lámától, Loszang Csökji Gyalcentől kapta, amikor papnövendéki fogadalmat tett a Drepung kolostorban. Később, amikor teljes szerzetesi fogadalmat tett, a Ngavang előtag is hozzákerült a nevéhez.
Az 5. dalai láma tanítója és védelmezője a pancsen láma volt, Loszang Csökji Gyalcen, akiről Tubten Dzsigme Norbu és Hugh E. Richardson szerint a dalai láma azt nyilatkozta, hogy a pancsen láma Amitábha Buddha megtestesülése – más források szerint már az 5. dalai láma előtt is Amitábha egyik inkarnációjának tartották.
Miután az 5. dalai láma visszatért egy Cang tartományban tett oktatási körútjáról, meglátogatta a pancsen lámát a Tasilhunpo kolostorban, hogy átvegyen tőle olyan hagyományvonalakat, amelyek még hiányoztak számára. Ekkor kérte fel a pancsen lámát, hogy fogadja el a Tasilhunpo kolostort, amelyet az 1. dalai láma építtetett, mindenkori székhelyének a jövőbeli inkarnációi számára.
Azóta minden pancsen láma a Tasilhunpo kolostorban végezte tanulmányait és ott kaptak mind sírhelyt is.
Amikor a pancsen láma 1662-ben 93 éves korában elhunyt, az 5. dalai láma azonnal elkezdte a hagyományt, hogy felkutassák a pancsen láma új inkarnációját. Külön költeményt írt erre a célra és felkérte Tibet nagy kolostorainak szerzeteseit, hogy ők is segítsenek recitálni a verset. A pancsen címet (amely a Pandita csen po "hatalmas tudós"), amely korábban a különlegesen képzett lámák megtisztelő elnevezése volt, kizárólag a pancsen lámák részére tartotta meg (ekkor kapta meg a Loszang Csökji Gyalcen előtti három előző inkarnációja is a pancsen láma nevet).
A dalai lámák és a pancsen lámák reinkarnációi már az 1. dalai lámától és Khedrup Dzsétől kezdve tanító és tanítvány kapcsolatban álltak. Az 5. dalai lámától kezdve a két hivatalt együttesen úgy nevezték, hogy Jab Szej Gonpo, azaz „apa/fia védelmezők”, mintegy kifejezve a spirituális származásukat Amitábha és Avalókitésvara emanációiként, valamint a folyton változó guru és tanítványa kapcsolatukért. Ez életeken át így történt egészen a mai napig, váltogatva a szerepeket, mindig az idősebb a tanító és a fiatalabb a tanítvány.

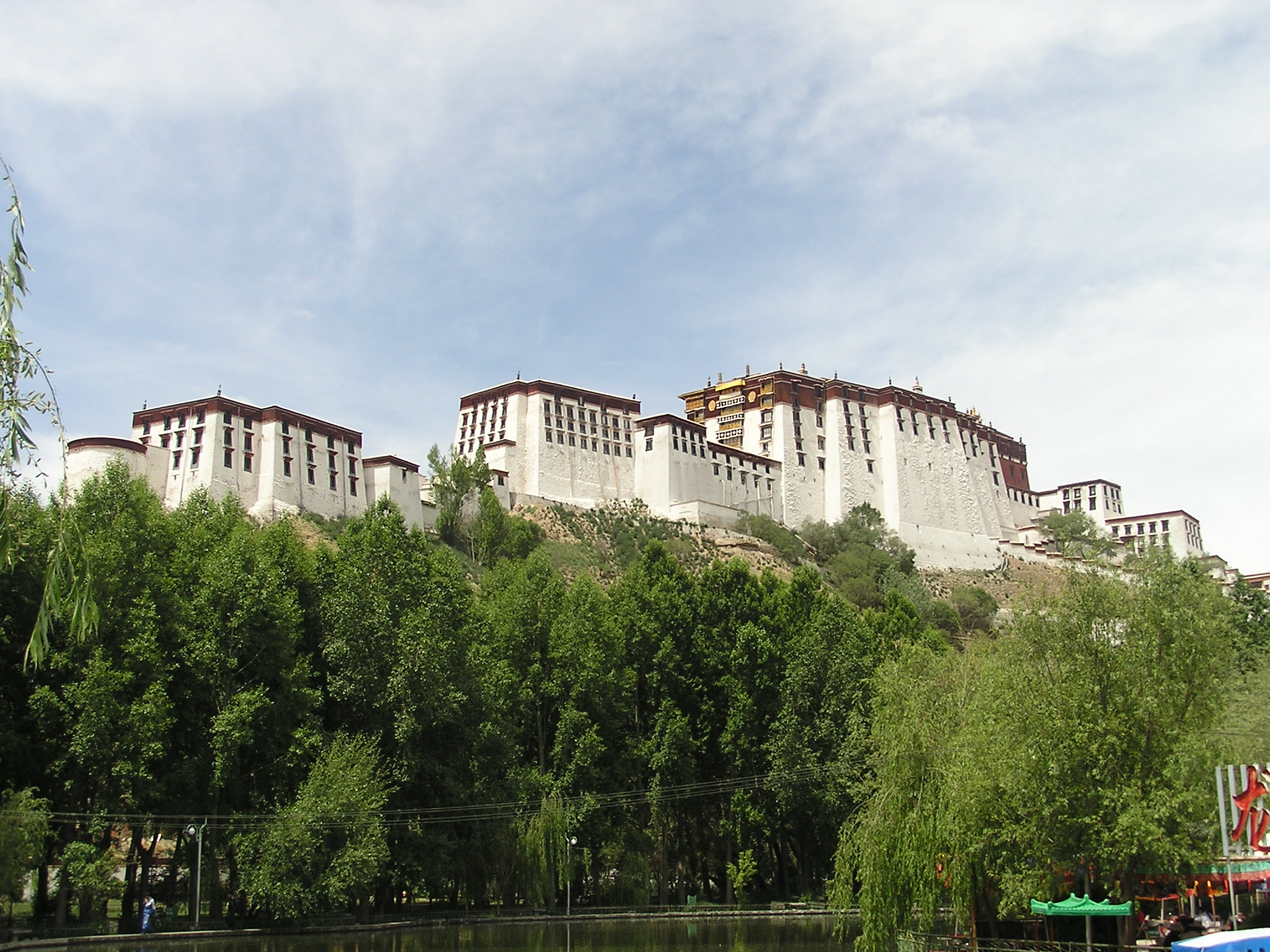
A Potala palota látványa az 5. dalai láma magántemplomából, a Lukhang-ból nézve, 2008. december

Annak ellenére, hogy az 5. dalai láma minden hivatalos egyházi tanulmányát gelug iskolában végezte, nyingma tanokat is tanult és nyingma tantrikus beavatásokat is kapott. Idővel hatalmas elismerést szerzett a dzogcsen gyakorlójaként, amely a nyingma hagyomány „Nagy tökéletesség” tanítása a tudat természetéről, amely hozzávetőleg megegyezik a kagyü hagyomány Mahámudrá tanításaival.

## Művei
Loszang Gyaco kitűnő író és elismert tudós hírében állt, aki szabad stílusban írt, amely lehetővé tette számára, hogy őszintén – és olykor ironikusan – kifejezze saját mély érzéseit és önálló értelmezéseit. Kanonikus szövegei összesen 24 kötetnyit tesznek ki.

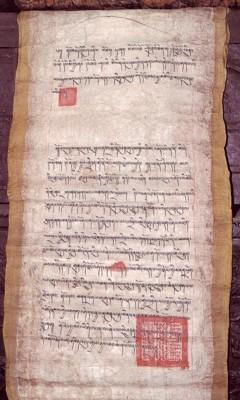
Jogi szöveg mutatja az 5. dalai láma hivatalos pecsétjének hagyományos használatát – 1676

Loszang Gyaco önéletrajzot is készített Dukulai Gosang (tibeti: ཟ་ཧོར་གྱི་བན་དེ་ངག་དབང་བློ་བཟང་རྒྱ་མཚོའི་འདི་སྣང་འཁྲུལ་བའི་རོལ་རྩེད་རྟོགས་བརྗོད་ཀྱི་ཚུལ་དུ་བཀོད་པ་དུ་ཀུ་ལའི་གོས་བཟང, wylie: Za hor gyi ban de ngag dbang blo bzang rgya mtsho'i 'di snang 'khrul ba'i rol rtsed rtogs brjod kyi tshul du bkod pa du ku la'i gos bzang) címmel, amelyből Szamten Gyalcen Karmaj a következőt idézi könyvében:
A Ganden palota hivatalos cava kacsuja szobrokat és rózsafüzéreket mutatott nekem (amelyek korábban a 4. dalai lámáé és más lámáké voltak), de képtelen voltam megkülönböztetni azokat! Amikor kiment a szobából hallottam, ahogy más embereknek azt mondja, hogy sikeresen átmentem a vizsgán. Később, amikor ő lett a tanítóm, gyakran emlékeztetett, hogy "Keményen kell dolgoznod, mivel képtelen voltál felismerni a tárgyakat!"
A Minden legbelső lényeg egysége (tibeti: ཐུགས་སྒྲུབ་ཡང་སྙིང་ཀུན་འདུས་, wylie: Tukdrup Jang Nying Kundü) Padmaszambhava nyolc manifesztációjának gyakorlata (szádhaná) az 5. dalai láma egyik látomásából (tibeti: དག་སྣང་, wylie: dag snang), vagy termából ered. A tanítást a Szangva Gyacsen (tibeti: གསང་བ་རྒྱ་ཅན་, wylie: gsang ba rgya can) című művében írta le (mind a szádhanát és a kapcsolódó beavatási szövegeket Dzsamjang Khjence Vangpo szerkesztette).
Az 5. dalai láma lelkesen készített történelmi írásokat Tibetről, amelyet Güsi kán kért tőle 1643-ban.

## Uralkodása
Az 5. dalai láma uralkodása polgárháborúk közepette kezdődött a Tibeti Birodalomban Langdarma király 842-ben történő meggyilkolása után. Ezt követően baráti diplomáciai kapcsolatot létesített a kínai császári udvarral a Csing-dinasztia korában. Találkozott különböző Európából érkező felfedezőcsoporttal és katonai hadműveleteket végzett Bhutánban és Ladakban. A mogulok visszahúzódtak Tibet területéről fizetség fejében. Annak érdekében, hogy Tibet egészére kiterjessze uralmát állítólag az erőszak alkalmazásától sem riadt vissza az 5. dalai láma. Ezzel kapcsolatban azonban megoszlik a tudósok véleménye.
A dalai láma belügyekben végzett munkájában felnőtté válásáig nagy segítségre volt a régense, Szönam Csöphel (1595-1657, más néven Szönam Rabten). A régens kérésére Güsi kán, hatalmas dzsungár hadvezér a dalai láma nevében stratégiai katonai hadműveleteket hajtott végre, amely a dalai láma tudta és beleegyezése nélkül történt. Güsi kán elfoglalta erőszakkal Kham tartományt 1640-ben, és a térség és Amdo nagyurait uralma alá hajtotta. 1642-ben legyőzte Ü-Cang hercegét, Karma Tenkjong-ot, és ezzel egyesítette az országát és megalapította a Khosut kánságot. Ezzel gyakorlatilag leváltotta a kagyü iskola vezetőit, amely azután valóságos hatalom nélkül maradt sok éven át. Miután a kán hivatalosan is elfogadta a dalai láma világi hatalmát, Loszang Gyaco lett Tibet teljes ura. Güsi kán és a dalai láma között igazi barátság volt. A kán 1655-ben tíz fiú örököst hagyott hátra, akik közül nyolc a törzseikkel együtt a stratégiai fontosságú Koko Nur régióban telepedett le Amdó tartományban, ahol területi viszályokba bonyolódtak egymással. Az 5. dalai láma több kormányzót is küldött a térségbe 1656 és 1659 között, hogy helyreállítsák a rendet. Güsi kán leszármazottait – akiket később úgy neveztek, hogy a felső-mongolok – kevésbé érdekelte a tibeti kormányzás, mégis régenst állítottak fel Lhászában, hogy képviselje az érdekeiket, és idővel átvettek bizonyos dolgokat a tibeti kultúrából. Jelentős szerepet játszottak továbbá abban, hogy a gelug iskola hatalma elterjedjen Amdóban.
Szongcen Gampo-hoz hasonlóan Loszang Gyaco is Lhászát tette meg Tibet fővárosává. Összehívta a kormányt, minisztereket választott, kormányzókat nevezett ki a körzetek élére, és új törvényeket hirdetett. A fiatal dalai láma a régensét megtette miniszterelnöknek –  vagy ahogy a tibetiek nevezik: deszi –  akinek a közigazgatási feladatai lettek. A hadügy továbbra is Güsi kán feladatkörébe tartozott, akit a dalai láma elismert a dzsungárok királyaként Kokonor körzetben, Felső-Mongóliában.

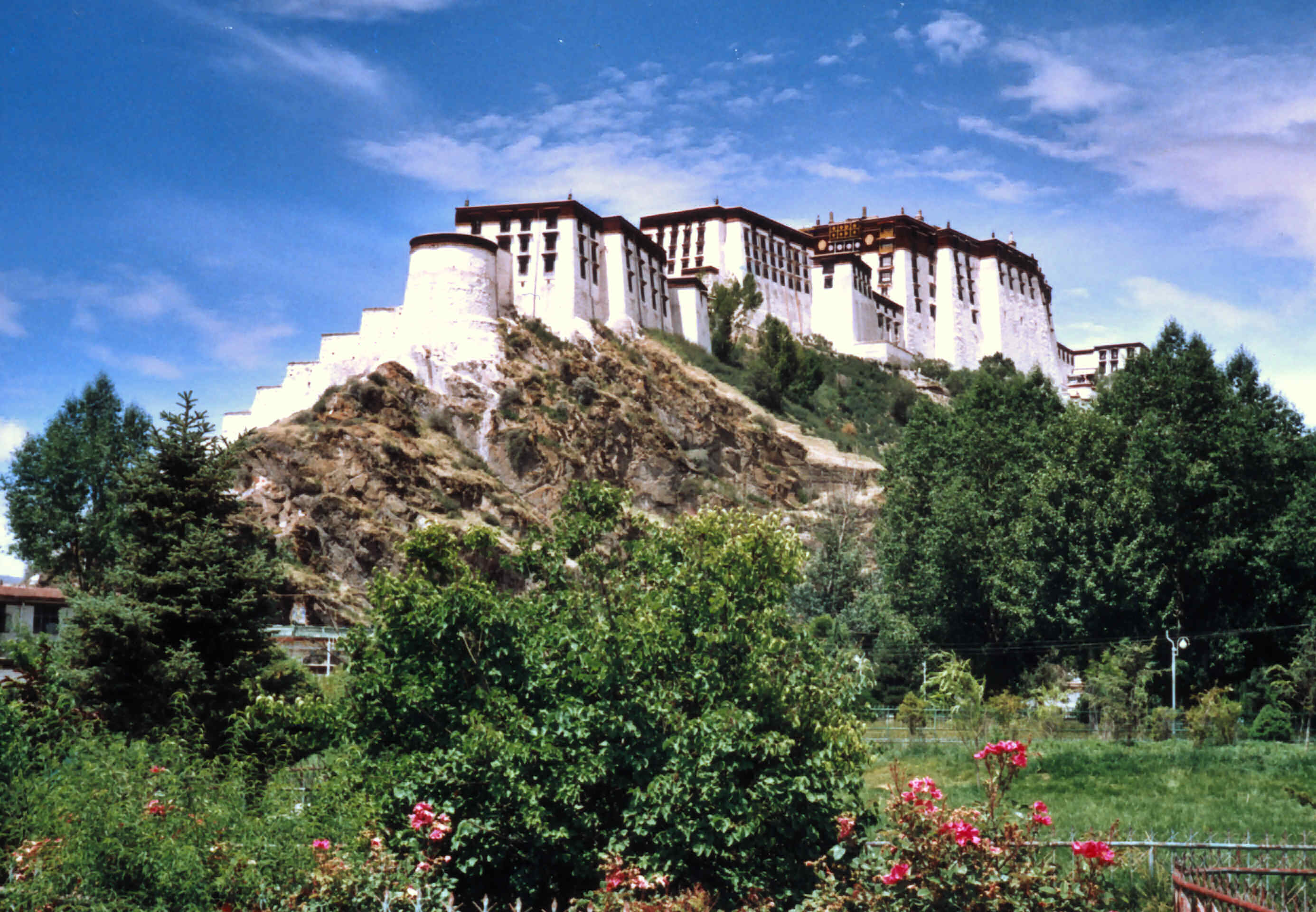
A Potala épülete hátsó nézetből – 2005. július

Az 5. dalai láma 1645-ben kezdett bele a Potala palota építésébe, miután egy spirituális tanácsadója, Koncsog Csöphel (halálának éve: 1646), rámutatott, hogy az a helyszín ideális kormány székhelynek, ugyanis az a Drepung és a Szera kolostor között helyezkedik el, és remekül rá lehet látni Szongcen Gampo régi fővárosára, Lhásza városára. A dalai láma és kormánya 1649-ben beköltözött a Fehér palotába (Potrang Karpo). Az építkezés kezdeti szakasza 1694-én ért véget, az 5. dalai láma halála után mintegy tizenkét évvel, amely időszak során végig titokban tartották a nép előtt a tibeti uralkodó halálhírét. 1690 és 1694 között építették az épületegyütteshez a Vörös palotát (Potrang Marpo).
Az 5. dalai láma hivatalosan intézményesítette a necsung orákulumot állami orákulumként, akinek a székhelye a Necsung kolostor lett, és az újonnan felállított Ganden Phodrang kormány védőszelleme a háromfejű, hatkarú Gyalpo Pehar lett. A dalai láma megalkotott egy bevezető meditatív gyakorlatot, amely a Dra-Jang-Ma (dallamos ének) elnevezést kapta. A gyakorlat bekerült a Necsung kolostor szokásos szertartásai közé, amelyet a mai napig megtartanak.

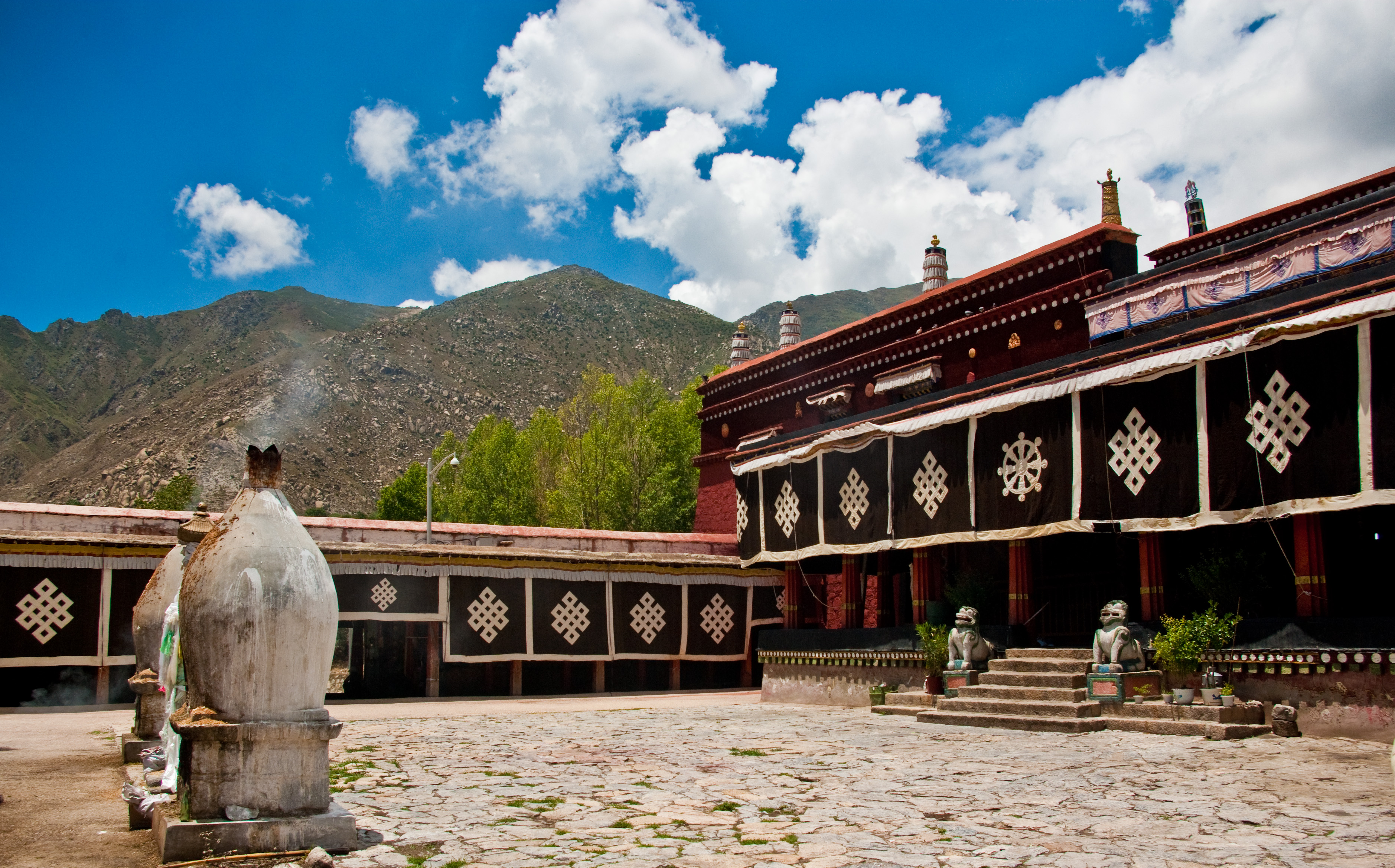
A Necsung kolostor fő temploma – 2009

Az 5. dalai láma önéletrajzában részletesen leírja a Necsung kolostornak egy bizonyos ártó szellemmel kapcsolatos védőszerepét. Néhány kortárs tudós és maga a 14. dalai láma is egyetért ezzel. Loszang Gyaco egyértelműen azt állítja, hogy egy bizonyos gyalpo (tibeti: རྒྱལ་པོ, wylie: rgyal-po: „egy bizonyos fajta "hatalmas erejű, ártó szellem”) a Dol Csumig Karmo régióban kifejezetten ártott Buddha tanításainak és az érző lényeknek 1657-ben.
1669. év végén készítettek egy speciális kriptát, amelybe felajánlásokat helyeztek el annak reményében, hogy a rejtélyes körülmények között halált lelt Drakpa Gyalcen tulku összezavarodott szelleme otthonra talál benne. Egyes korabeli beszámolók szerint a szellem káros tevékenysége azonban csak fokozódott – hatalmas hóviharoktól kezdve az embereket és a jószágokat érintő fertőzésekig különféle károkat okozott. Egyes szerzetesek halálát is a szellem gonosz művének tulajdonították, amelyet úgy neveztek el, hogy „Dolgyal”. Csak később azonosították a Dolgyal-t Dordzse Sugden (tibeti: རྡོ་རྗེ་ཤུགས་ལྡན་, wylie: rDo-rje Shugs-ldan) személyével, miután a neve összemosódott egy azonos nevű, korábbi szakja védőszellemmel, amely egy nepáli faluból származott.
Szerény felajánlásokért cserébe a tibeti kolostorok szerzetesei mind szútrákat szavaltak, hogy megszabaduljanak végleg az ártó szellemtől. Végül szertartásos keretek között el is égették a szellemet.

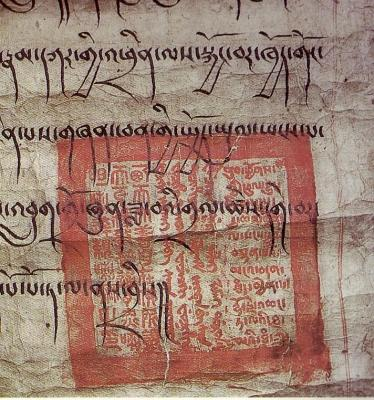
Az 5. dalai láma hivatalos háromnyelvű (mandzsu, kínai és tibeti) nagypecsétjének nyomata. A felirat szövege magyarul: „a mindentudó vadzsra birtokos la'i Ta-bla-ma pecsétje, a kitűnő, teljességében megvilágosodott nyugati buddha, a buddhista tanítások ismerője ebben a világban”.

1648-ban a gelug iskolához hűséges tibetiek a mongolokkal társulva kényszerítettek állítólag egyes kagyü és bon intézményeket, hogy gelug tanokat vegyenek fel. A mai tibetiek ma is különbséget tesznek a bon és a buddhizmus között, és a nyingma, a szakja, a kagyü és a gelug iskolák tagjait úgy nevezik, hogy nangpa („belsős”), míg a bon gyakorlóit bönpo-nak nevezik.
A 7. században megjelenő dzsonang rend a kagyü iskolához tartozik. Egyes tudósok szerint a filozófiája miatt szakadt el a gelug iskolától, ám egyesek szerint a szakadásnak politikai okai is voltak. Mindenesetre az 5. dalai láma idején a dzsonang intézmények, és a gyakorlók ki lettek szorítva az ország középső területeiről Amdo tartományba. 1650-ben hivatalosan bezárták a dzsonang nyomdákat és a filozófiai tanításaikat betiltották. A legfőbb dzsonang kolostorból gelug intézményt csináltak és átnevezték Phuncok Csöling-re. A dzsonang és a gelug iskolák között jelentős filozófiai eltérések vannak az üresség (súnjata) természetét illetően (sentong és rangtong). Az iskola a mai napig érintetlenül meg tudta őrizni a különleges átadási vonalait és a kálacsakra befejező szakaszát. 2001-ben a 14. dalai láma a dzsonang tanítások fényes jövőjéért imádkozott.
1674-ben az 5. dalai láma találkozott a 10. karmapával (tulku vagy láma, a Karma kagyü iskola vezetője) a Potala palotában és sikerült egyességet kötniük a harminc éven át tartó történelmi félreértések után. 1679-ben a dalai láma rendeletben ismerte el a bon vallást Tibet egyik ősi vallásaként, amelyben régi titkos mantrákat őriznek.

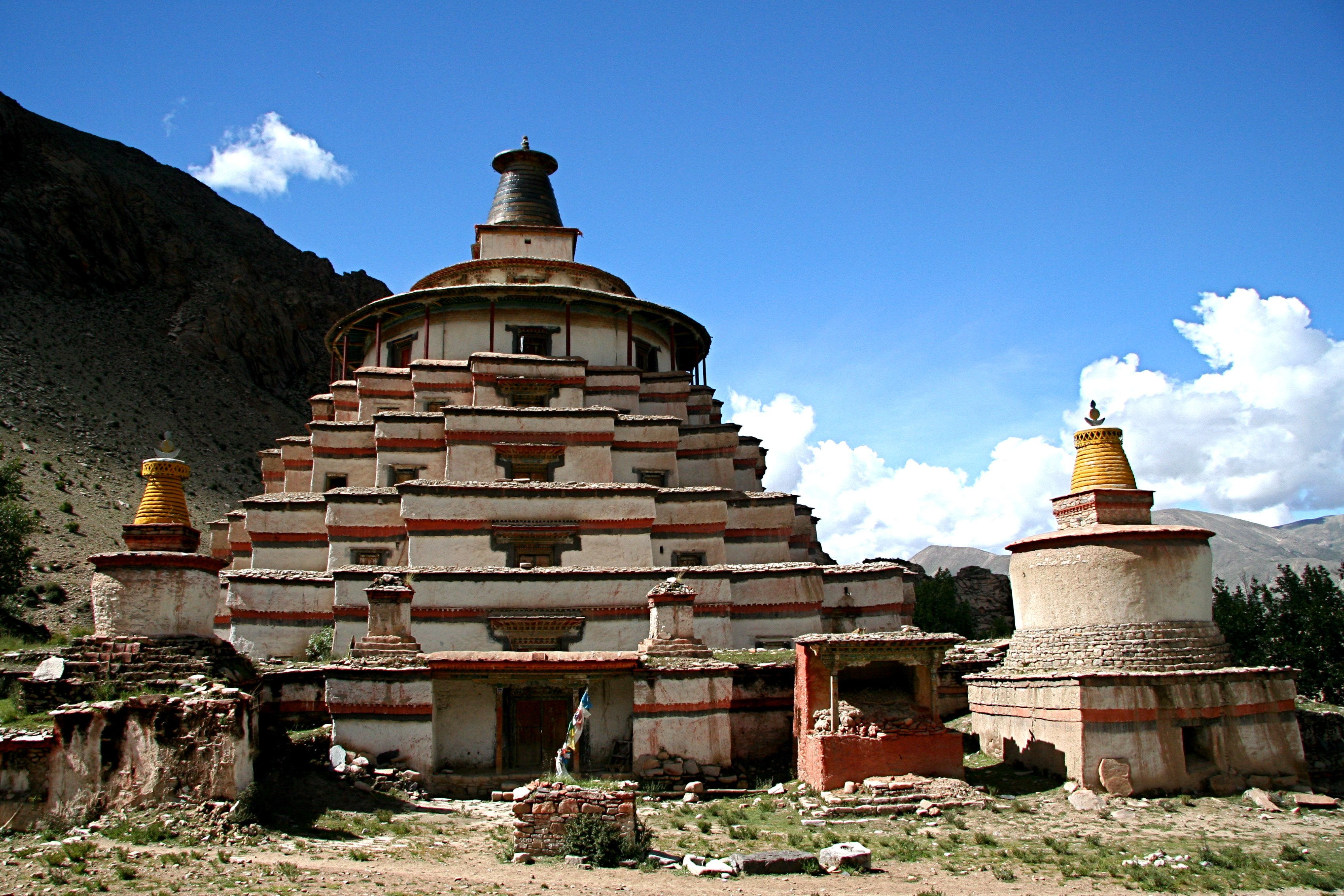
Egy 1333-ban elkészült sztúpa Dzsomonang-nál (Ücang, Lhace, Tibet) alapítója a dzsonang iskolához tartozó Dolpopa (1292–1361)

Az 5. dalai láma központosított dualista rendszerű kormányzást hozott létre, amelyben a döntéshozás egyenlően volt elosztva a világi és az egyházi (egyaránt gelug és nyingma) személyek között. Felélesztette a lhászai monlam imafesztivált, a főváros újévi ünnepségét, amelyet eredetileg egy reformjairól híres Congkapa alapított 1409-ben.
Az 5. dalai láma uralma során a világi embereket és a nomádokat is ténylegesen elérte a vallásosság, amely nem volt többé a gelug iskola kisajátított kiváltsága.

### Külügyi tevékenységei

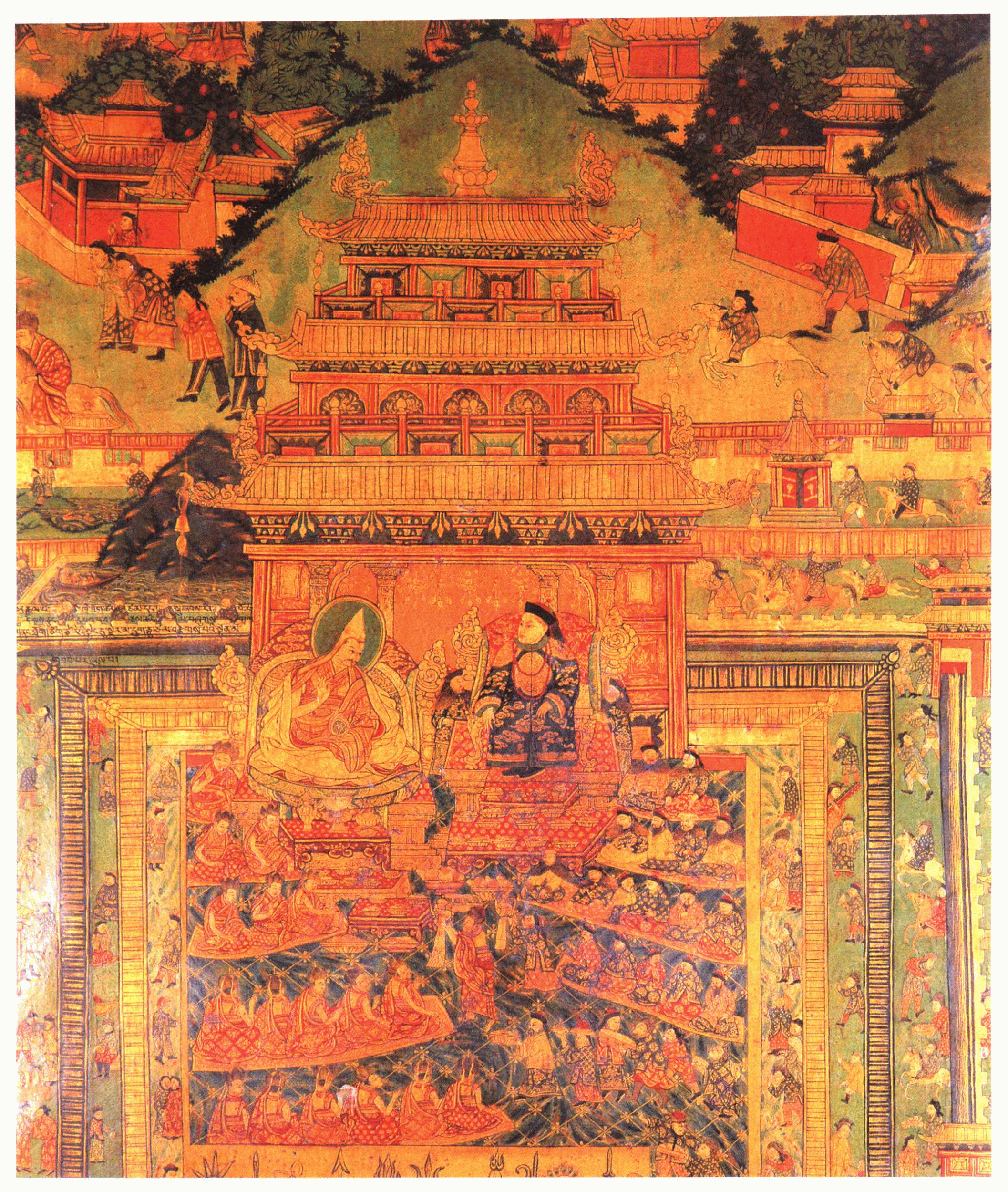
Az 5. dalai lámáról készült festmény a Csing-dinasztia idejéből, amint Sun-cse kínai császárral találkozik Pekingben, 1653-ban.

A mandzsu udvar pekingi meghívását korábban elutasította a 3. dalai láma, Szönam Gyaco, majd a 4. dalai láma, Jonten Gyaco is. A Ming uralkodók folyamatosan meghívtak különböző iskolákhoz tartozó tibeti lámákat. Alexander Berzin, tibeti buddhizmussal foglalkozó tudós ebből arra következtet, hogy a sino-tibeti kapcsolat kölcsönös függőségről árulkodik ebben az időszakban. Az 5. dalai láma volt az első a dalai lámák sorában, aki eleget téve a kínai császár 1649-es meghívásának a kínai fővárosba, Pekingbe utazott 3000 fős csapatával 1653-ban. Két hónapot töltöttek a Sárga palotában, amelyet a császári vezetés kifejezetten az ő és személyzete számára építtetett. Sun Ce ekkor még csupán 13 éves volt. Két hatalmas császári fogadást is tartottak a dalai láma tiszteletére. Egyes tudós szerint egyenlő félként bántak vele, mások ebben erősen kételkednek. A császár búcsúajándéka a dalai lámának egy finoman megmunkált arany pecsét volt, amelyen a következő szöveg állt: „Dalai láma, a buddhista hit vigyázója a Földön, a Nyugati Mennyország nagy és jóságos, önfenntartó Buddhája alatt”. Az egykori Pejhaj császári parkban álló sztúpát is a dalai láma tiszteletére építették.

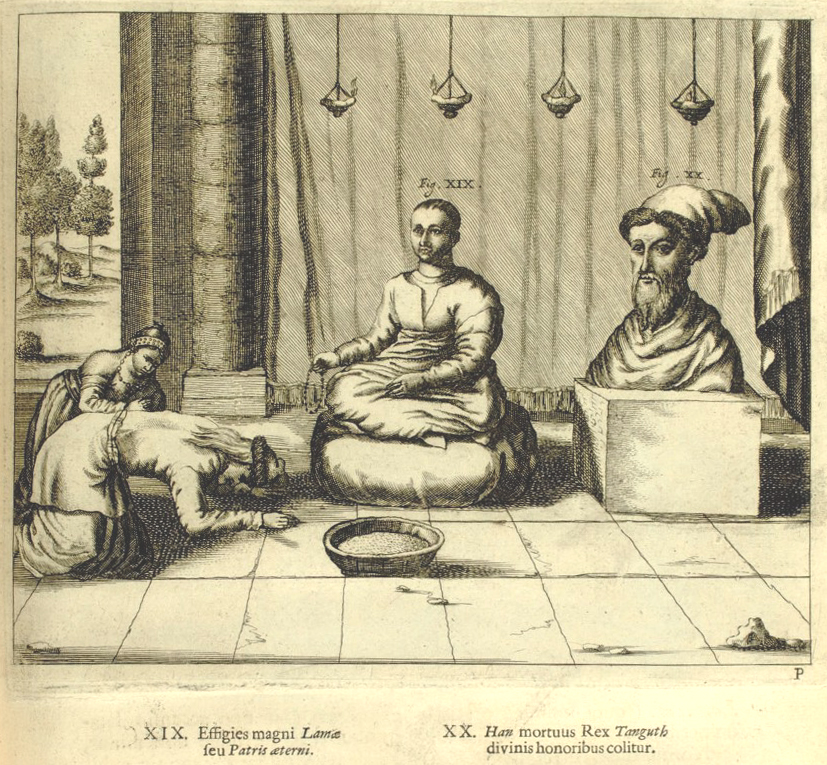
Kortárs nyugati metszet a dalai lámáról, a latin nyelvű szöveg jelentése: „A nagy láma alakja, avagy az örök Atya”

A nemzetközi kapcsolatokra fogékony tibeti vezető három alkalommal is fogadott Európából érkező felfedező csoportokat. A legelső dokumentált európai csoport 1624 júliusában vagy augusztusában ért Tibetbe, amelyben portugál jezsuita hittérítők voltak. A dalai láma ekkor még csupán 7-8 éves lehetett és személyesen nem is találkozott ezekkel az idegenekkel. Az első európai látogatók mintegy egy hónapig maradtak, majd visszatértek Indiába, hogy megszervezzenek egy hittérítő utazást az azt követő évre. Így jött létre 1625-ben egy állandó jezsuita misszionárius tábor Tibetben. A hittérítők élvezték a kiskirályok támogatását is. A legelső utazók, akik találkozhattak az 5. dalai lámával valószínűleg szintén jezsuiták voltak, az osztrák Johannes Grueber és az angol Albert Dorville (D’Orville).

## Halála és utódlása
Az 5. dalai láma 1682-es, 65 éves korában bekövetkező halálát 1696-ig titokban tartotta Deszi Szangye Gyaco miniszterelnök és fia, akit 1679-ben nevezett ki új miniszterelnöknek. Azért nem árulták el a láma halálát, hogy az interregnum időszakában ne alakulhasson ki olyan helyzet, amely miatt nem készült volna el a Potala palota. Deszi Szangaj Gyaco egészen addig maradt régens, amig a 6. dalai láma, Cangjang Gyaco át nem vette a hatalmat. Az 5. dalai láma halálhírének 15 éven át tartó titokban tartása megfelelt az elhunyt spirituális vezető végrendeletének. Az embereknek azt mondták, hogy a láma tizenöt éves elvonulásra távozott el. Az ételt továbbra is behordták a részére, és nagyobb rendezvényeken az öltözékét felhelyezték a trónjára. Amikor mongol hercegek ragaszkodtak ahhoz, hogy láthassák, akkor egy Depa Dejab nevű szerzetes játszotta el a dalai lámát, aki nagyon hasonlított a néhai dalai lámára. A szemeit igyekeztek árnyékolóval elfedni, hogy a dalai láma jellemző tekintetének hiányát ne szúrhassák ki. Egészen addig sikerült fenntartani ezt a színjátékot, amíg rá nem leltek a dalai láma következő reinkarnációjára